# Chanceler (xadrez)

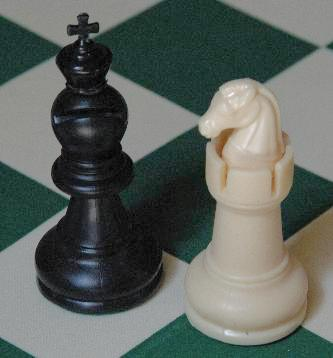
O Arcebispo e o Chanceler são peças criadas por Capablanca, elas parecem que foram montadas a partir de peças comuns de xadrez com o uso de estilete e cola

Chanceler é uma peça de xadrez não-ortodoxo criada pelo enxadrista cubano José Raúl Capablanca que combina os movimentos da torre e do cavalo. Essa peça é utilizada no Xadrez de Capablanca.
Sua representação gráfica pode variar um pouco, mas a mais frequente, é essa:  